# Provincia Kabul
Provincia Kabul (paștună کابل Kābəl; persană: کابل Kābol) este una dintre provinciile Afganistanului. Este localizată în partea estică a statului și are ca centru capitala statului, Kabul.